# Kaukapakapa (rivière)
La rivière Kaukapakapa (anglais : Kaukapakapa River) est une rivière du district de Rodney dans la région d’ Auckland dans l’Ile du Nord de la Nouvelle-Zélande, et un affluent du fleuve Kaipara.

## Géographie
Sa source est entre Rapson Road et Kahikatea Flat Road. De 18 km de longueur, elle s’écoule vers l’ouest, atteignant le point le plus au sud de Kaipara Harbour au nord de la ville de Helensville. Le petit centre-ville de Kaukapakapa siège sur la berge de la rivière à 5 km de son embouchure.